# Referendum na Malcie w 2003 roku
Referendum na Malcie w 2003 roku odbyło się 8 marca i dotyczyło przystąpienia Malty do Unii Europejskiej (referendum przedakcesyjne). Zgodnie z maltańskim prawem wynik referendum nie był wiążący dla władz kraju, ale mimo to miał duże znaczenie polityczne. Aby ułatwić organizację głosowania, referendum odbyło się równocześnie z wyborami samorządowymi.
Spośród wszystkich referendów przedakcesyjnych poprzedzających rozszerzenie UE w 2004 roku głosowanie na Malcie odznaczało się najwyższą frekwencją, a zarazem najmniejszym odsetkiem głosów oddanych za przystąpieniem do UE.

## Pytanie referendalne
Pytanie zadane wyborcom brzmiało: 

Czy zgadza się Pan/Pani, że Malta powinna zostać członkiem Unii Europejskiej podczas rozszerzenia zaplanowanego na 1 maja 2004?

## Wyniki
W głosowaniu wzięło udział 270 633 na 297 881 osób posiadających w dniu referendum prawa wyborcze. Oznaczało to frekwencję na poziomie 90,9%. Głosy rozłożyły się następująco:
| Opcja          | Liczba głósów | %     |
| -------------- | ------------- | ----- |
| Za             | 143 094       | 53,6% |
| Przeciw        | 123 628       | 46,4% |
| Głosy nieważne | 3 911         | -     |

## Konsekwencje polityczne
Wynik referendum był zgodny z oczekiwaniami rządzącej wówczas krajem Partii Narodowej, porażkę poniosła natomiast niechętna przystąpieniu do UE Partia Pracy, największe ugrupowanie opozycyjne. Mimo to lider Partii Pracy Alfred Sant stwierdził, że realnie o przystąpieniu Malty do UE zadecydują najbliższe wybory parlamentarne. Wybory te odbyły się przedterminowo już 12 kwietnia. Zwyciężyła w nich ponownie Partia Narodowa, co przesądziło o przystąpieniu Malty do UE w 2004.